# Dean Beard
Dean Beard (* 31. August 1935 in Santa Anna, Texas, oder Coleman, Texas; † 4. April 1989 in Coleman, Texas) war ein US-amerikanischer Rockabilly- und Rock’n’Roll-Musiker. In den 1950er-Jahren war Beard auch als West Texas Wild Man bekannt.

## Leben

### Kindheit und Jugend
Dean Beard wurde entweder – je nach Quelle – 1935 in Santa Anna, Texas, oder 1936 in Coleman, Texas, geboren. Sicher ist, dass Beard in Coleman aufwuchs. Von Leonard Ray, der in Ray Thompsons Band (Bruder von Hank Thompson) spielte, lernte er als Kind Gitarre spielen. Später lernte er auch Klavier zu spielen und strebte nach dem Abschluss an der Coleman High School eine Karriere als Musiker an.

### Karriere
In den 1950er-Jahren gründete er seine eigene Band, die Crew Cats, und machte bereits 1955 seine ersten Plattenaufnahmen. Auf dem Fox-Label erschien im Sommer 1955 mit Red Rover / Wake Up, Jacob, gefolgt von Sing, Sing, Sing / Time Is Hanging Heavy on My Hands Ende 1955. In dieser Zeit spielte er hauptsächlich in der Umgebung von Coleman, konnte seine Popularität aber enorm steigern. Im Jahr 1955 spielte er einige Konzerte zusammen mit Elvis Presley und holte ihn zusammen mit dessen Band im Sommer 1955 nach Coleman als Vorgruppe.
1956 hatte Beard eine kurze Verbindung mit dem Plattenlabel Sun Records in Memphis, Tennessee, das auch Elvis Presley entdeckt hatte. Begleitet von der Studioband des Labels spielte er im Laufe des Jahres verschiedene Titel wie Long Time Gone oder Versionen seiner späteren Single Rakin‘ and Scrapin‘ ein. Jedoch kam es nie zu einer Plattenveröffentlichung und die Verbindung mit Sun brach wieder ab.
1957 arbeitete Beard erstmals für Slim Willet, der zum damaligen Zeitpunkt das Edmoral-Label in Abilene, Texas, leitete. Zusammen mit den Crew Cats wurde die Single Rakin and Scrapin / On My Mind Again eingespielt, die sich gut verkaufte und einen Monat nach Veröffentlichung von Atlantic Records übernommen wurde. Bis 1958 folgten zwei weitere Platten bei Atlantic, von denen jedoch trotz ausgedehnter Tourneen keine die Charts erreichen konnte. Zur damaligen Zeit spielten Jimmy Seals und Dash Crofts in Beards Band, mit denen er 1958 Mitglied der Champs wurde, die gerade einen Hit mit dem Instrumental Tequila gelandet hatten.
Gleichzeitig veröffentlichte Beard auch eigene Singles beim Label der Champs, Challenge Records, die aber wieder die Hitparaden verfehlten. Nach einem Autounfall verließ Beard die Band, da sein Rücken schwer verletzt wurde und er so nicht mehr auf Tournee gehen konnte. Zurück in seiner Heimat Texas arbeitete er wieder für Slim Willet, hauptsächlich als Studiomusiker und als Künstler für Willets Label Winston Records. Bis 1966 spielte Beard auch auf kleinen anderen texanischen Labels Platten ein, der große Durchbruch kam für ihn aber nicht.
Aufgrund von gesundheitlichen Gründen gab Beard Ende der 1960er-Jahre seine Karriere als Musiker auf. Diabetes, Bluthochdruck und vor allem sein verletzter Rücken zwangen ihn zur Aufgabe seiner Tätigkeit. Die letzten Jahre seines Lebens musste Beard im Rollstuhl und oft auch im Bett verbringen. 1989 erkrankte an einer Lungenentzündung und wurde in ein Krankenhaus gebracht, wo er zwei Wochen später starb.

## Diskografie
| Jahr                    | Titel | Label #            |
| ----------------------- | --- | ------------------ |
| 1955                    | Red Rover / Wake Up, Jacob | Fox 45-405         |
| 1955                    | Sing, Sing, Sing / Time Is Hanging Heavy on My Hands | Fox 45-408         |
| 1957                    | Rakin and Scrapin / On My Mind Again | Edmoral 1011-45    |
| 1957                    | Rakin and Scrapin / On My Mind Again | Atlantic 45-1137   |
| 1957                    | Party, Party / Stand By Me | Atlantic 45-1162   |
| 1958                    | Hold Me Close / Take Time to Love Me | Atlantic 45-1182   |
| 1958                    | Egad, Charlie Brown / Keeper of the Key | Challenge 59033    |
| 1959                    | Little Lover / Holding on to a Memory | Challenge 59048    |
|                         | Little Koko Herrera / Moon Over Mexico (B-Seite von Chris & Paul Herrera) | Villa 101          |
| 1962                    | (Ciudad) Villa Acuña / The Day That I Lost You | Gaylo BM-112       |
| 1962                    | Villa Acuña / The Day That I Lost You | Candix 341         |
| 1962                    | Tropical Night / Coffe Break | Joed JT-715        |
| 1962                    | The Red Rose / I Don’t Know How | Winston 1063       |
| 1963                    | That’s How It gets Sunup / Don’t Let the Stars Get In Your Eyes | Winston 1073       |
| 1963                    | My Roberta / No Love for Me | Winston 1074       |
|                         | Strawberry Shake / You’re the Nearest Thing to Heaven | Gina RT-1116       |
|                         | Party, Party / You DonÄt Have to Go Home (But You Can’t Stay Here) | Sangelo 1/2        |
| 1966                    | Pocketfull of Stardust / (Are There) Honkytonks in Heaven | Sims 299           |
| Unveröffentlichte Titel | |                    |
| 1956                    | - Don’t Lie to Me - I Need Your Love - Long Time Gone - Rakin’ and Scrapin’ (alt. Version 1) - Rakin’ and Scrapin’ (alt. Version 2) - Rock Around the Town - What Can I Do (Version 1) - What Can I Do (Version 2) - When You’re Gone | Sun                |
|                         | - My Roberta - Shiverin’ and Shakin’ | Challenge          |
|                         | - Party, Party (alt. Version) |                    |
|                         | - Boney Shuffle | [Status unbekannt] |